# Китоврас
Китовра́с (через др.-рус. китωвра́съ, от греч. κένταυρος — «кентавр») — мифическое существо, упоминаемое в русских  апокрифах с XIV века. Под Китоврасом подразумевалось вообще чудовище, или имя собственное. Изображался как чудовище-кентавр, иногда с крыльями.

## Апокрифическое сказание
В разных сказаниях о Соломоне Китоврас выступает то как его брат и сподвижник, то как враг и соперник. Одно из апокрифических сказаний XV века «Палеи» знакомит нас с особо прославившим Соломона строительством Храма, в котором должен храниться «ковчег завета».

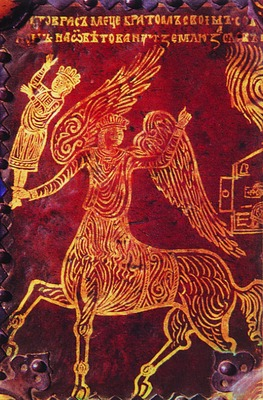
Царь Соломон и Китоврас. Клеймо Васильевских врат. 1335—1336 гг. Софийского собора в Новгороде. Надпись верху изображения: «Китоврас мече(т) братом своим Соломоном на Обетованную землю за слово»

Китоврас является существом вещим: изловленный царём Соломоном, он удивляет его своей мудростью. В позднейших сказаниях Китоврас царствует «в граде Лукорье», где днём он царь над людьми, ночью — над зверями. Он иногда является похитителем жены у Соломона и гибнет в бою с ним. В еврейских сказаниях, соответствующих русским апокрифам о Соломоне и Китоврасе, вместо него фигурирует демон Асмодей. Черты Китовраса в русских и Асмодея в еврейских сказаниях в западной легенде перенесены на Морольфа и Мерлина.
История развития сказаний о Соломоне изложена у А. Н. Веселовского в труде «Славянские сказания о Соломоне и Китоврасе и западные легенды о Морольфе и Мерлине».
История про Китовраса помещена в Палее в Сборнике Кирилло-Белозерского монастыря, написанном иеромонахом Ефросином (вторая половина XV века).
Выразительный образец иконографии Китовраса сохранили Васильевские врата Софийского собора в Новгороде (1336), перевезённые опричниками в Александровскую слободу, где поныне украшают южный вход Троицкого собора: могучий крылатый получеловек с короной на голове, торс которого вырастает из шеи горделивого коня, размахивает схваченной за ноги фигурой царя Соломона. Над изображением надпись: «(Ки)товрасъ меце братомъ своимъ Сол(о)монъ на обетованую землю за словъ…».
Популярные черты кентавра Китовраса распространялись в древнерусской традиции и на других персонажей. Они могли придаваться «девице Горюнии», части людей дивиих, смерти, апокалиптической чудовищной «саранче». В виде кентавра изображали также Полкана — богатыря из переводной повести о Бове-королевиче (в исходной версии — получеловек-полупёс).

## Песня про Китовраса
Для обучения знаменному пению в Крюковом букваре была составлена «Песня про Китовраса», или так называемая «проучка»:

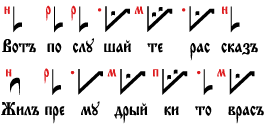
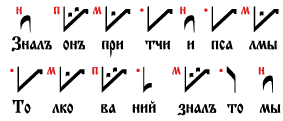
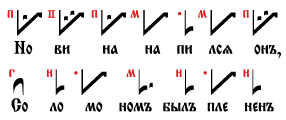